# لویی لوکا
لویی لوکا (انگلیسی: Louis Louka؛ زادهٔ ۱۰ دسامبر ۱۹۹۳) نقشه خوان اهل بلژیک است.

او هم اکنون در تیم رالی جهانی ام-اسپورت به عنوان کمک راننده گرگوری مانستر فعالیت میکند.

### حرفه ورزشی
لویی لوکا اولین حضور خود را در مسابقات رالی قهرمانی جهان را در سال ۲۰۱۹ با گرگوری مانستر انجام داد. آنها اعلام کردند که برای تیم رالی جهانی ام-اسپورت به عنوان کمک راننده در سال ۲۰۲۴ رقابت خواهند کرد.